# Nikolaj Soloduchin
Nikolaj Ivanovič Soloduchin (in russo Николай Иванович Солодухин?; Paserkovo, 3 gennaio 1955) è un ex judoka sovietico, campione olimpico di judo ai giochi olimpici di Mosca 1980.

## Palmarès
- Giochi olimpici

Mosca 1980: medaglia d'oro nei 65 kg.
- Mondiali

Parigi 1979: oro dei pesi leggeri.
Mosca 1983: oro nei 65 kg.